# Wolfen (Band)
Wolfen ist eine im Jahr 1994 gegründete deutsche Power- und Thrash-Metal-Band aus Köln.

## Geschichte
Nach diversen Auftritten, u. a. im Jahr 1995 im Londoner Marquee Club, nahm die Band in der Besetzung Andreas von Lipinski (Gesang und Bass), Frank J. Noras (Gitarren) und Karsten Drexler (Schlagzeug) das Demo Mission of Freedom auf. Ein Jahr später veröffentlichte die Band (mit Martin Orbanz am Schlagzeug) das Demo No Sleep til Dawn und ein Jahr später Blindfold in Stone (mit Björn Grüne an der zweiten Gitarre und Maurice Lohrke am Bass). Im Frühjahr 1998 nahm die Band die CD Demo '98 auf (mittlerweile mit Arnulf Schmitz am Bass und Martin Below am Schlagzeug). Ein Jahr später folgte das Demo Apocalyptic Waltz (am Bass Gernot Thiel).
Im Jahr 2000 veröffentlichte die Band ihr Debütalbum Don't Trust the White. Nach den Aufnahmen stieß Holger Bloempott am Schlagzeug zur Band. In dieser Besetzung folgten im Jahr 2004 Humanity ...Sold out! und im Jahr 2006 The Truth Behind. Während dieser Zeit hatte die Band diverse Auftritte, unter anderem mit Kreator, In Flames, Hate Squad, Annihilator und Perzonal War.
Nach dem Ausstieg von Bloempott und kurze Zeit später auch von Thiel nebst von Lipinski hielten Noras und Grüne die Band mit diversen Besetzungen am Leben. Mit der Rückkehr von Sänger von Lipinski und im Jahr 2009 von Bloempott startete die Band als Quartett die Mission Chapter IV mit Sänger von Lipinski auch wieder am Bass. Im Jahr 2012 veröffentlichte die Band das Album bei ihrer neuen Plattenfirma Pure Steel Records.
Nach den Aufnahmen und diversen Auftritten schaute sich die Band nach einem neuen Bassisten um, damit sich Andreas von Lipinski auf den Gesang konzentrieren konnte. Mit Nicolas Filter am Bass spielte sie auf Festivals in Deutschland (Battle of Metal, Summernight Open Air, Heavy Metal Battle, Hochland Rock) und den Niederlanden mit Martyr, bevor das Songwriting für das fünfte Album begonnen wurde.
Im September 2014 erschien Evilution, mit dem die Band, neben Einzelauftritten, Ende 2014 mit Nitrogods, Heavatar und Grave Digger auf die „German Metal Attack Tour“ ging.
Ende 2015 verließ Holger Bloempott die Band. Anfang 2016 wurde Siggi Grütz als neuer Schlagzeuger vorgestellt. Im Frühjahr 2017 verließ Björn Grüne die Band. Im Sommer 2017 wurde Andreas Doetsch als neuer Gitarrist vorgestellt. In dieser Besetzung ging man im Januar 2018 in die Gernhart Studios um den sechsten Longplayer aufzunehmen.
Im Frühjahr 2018 sollen die beiden ersten Longplayer der Band als Doppel-CD durch das Label Pure Steel Records angekündigt werden, da die originalen CDs schon länger nicht mehr erhältlich sind. Als Bonus soll ein unveröffentlichter Song aus der Humanity-Ära mit vertreten sein. Rise of the Lycans soll im Sommer 2018 veröffentlicht werden. 

## Diskografie
- 2000: Don't Trust the White (Point Music)
- 2004: Humanity ...Sold out! (TTS Media Music)
- 2006: The Truth Behind (TTS Media Music)
- 2012: Chapter IV (Pure Legend Records)
- 2014: Evilution (Pure Legend Records)
- 2018: Don't Trust the White/Humanity ...Sold out! Re-edition (Pure Legend Records), Spring
- 2018: Rise of the Lycans (Pure Legend Records), Summer